# Airborne Precision Spacing
Pour les articles homonymes, voir APS.
Le Airborne Precision Spacing a été développé par la National Aeronautics and Space Administration (NASA) dans les années 90 pour améliorer la gestion de l'espacement des avions à l'approche de l'atterrissage, en utilisant les capacités opérationnelles des systèmes emportés par les aéronefs

## Sujets proches
- Système de contrôle automatisé du trafic aérien
- Traffic Collision Avoidance System
- Airborne Separation Assistance System, Système d'assistance à la séparation des aéronefs, promue par EUROCONTROL